# Lersner’sches Schloss
Das Lersner’sche Schloss  (auch Charlottenburg) ist ein neuzeitliches Hofgut mit schlossartigem, barockem Herrenhaus in Nieder-Erlenbach, einem Stadtteil von Frankfurt am Main in Hessen. Die Anlage befindet sich in Nachbarschaft einer älteren Wasserburg, von der fast nichts mehr erhalten ist.

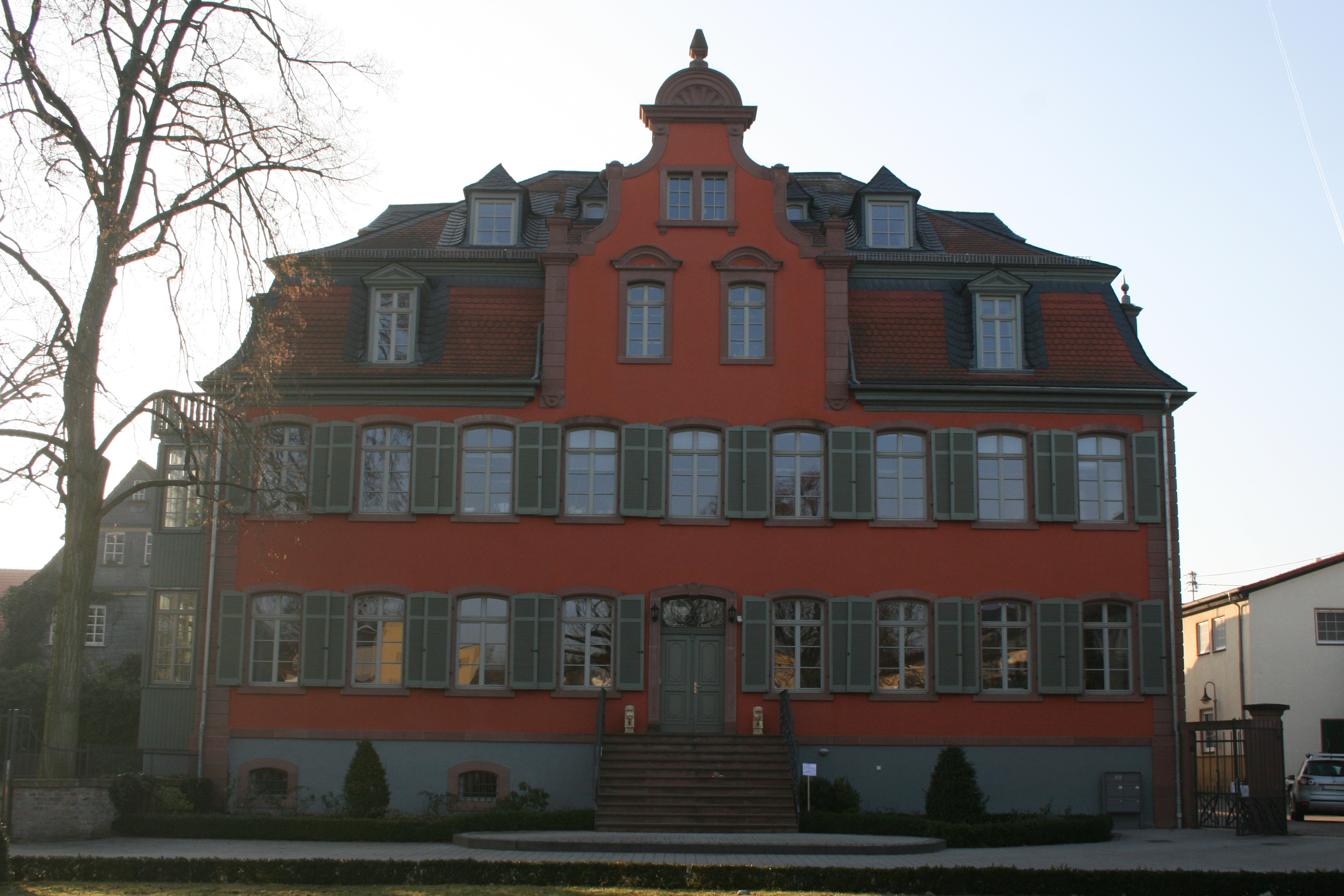
Hofseite des barocken Herrenhauses

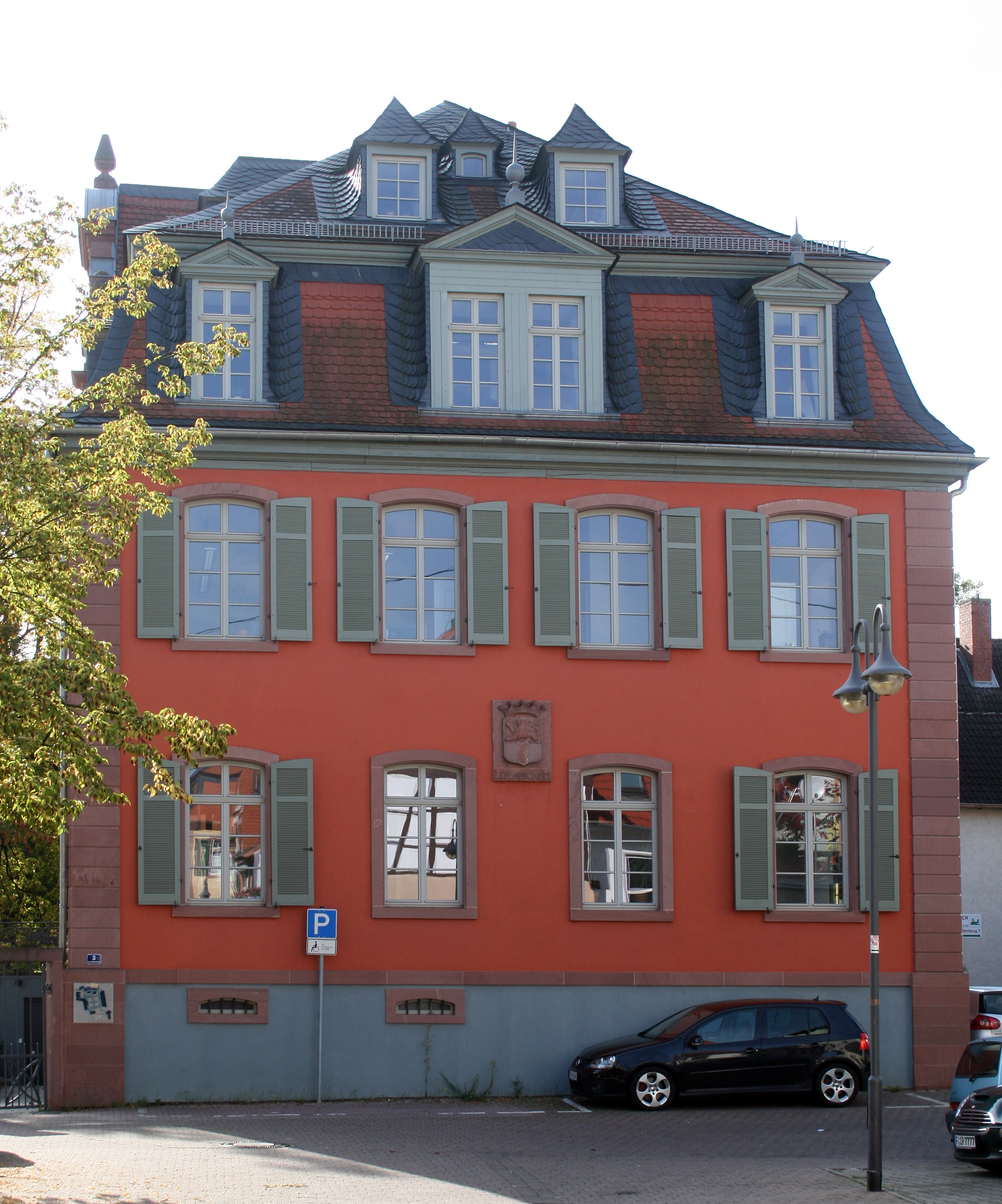
Seitenansicht mit Lersner’schem Wappen

## Burganlage
Der erstmals 779 im Lorscher Codex genannte Ort Nieder-Erlenbach kam im Mittelalter unter die Kontrolle der Reichsstadt Frankfurt (→ Landamt (Frankfurt am Main)). 1376 erhielt die Stadt von Kaiser Karl IV. das Recht, in Nieder-Erlenbach Schultheiße und Schöffen einzusetzen. Bald darauf kam es zur Errichtung einer Burg, möglicherweise anstelle einer älteren Anlage. Sie wird 1403 erstmals genannt, als der Ort mit einem Graben umgeben wurde.
Frankfurt besetzte die Burg mit Amtsleuten aus dem niederen Adel. Im Laufe der Jahrhunderte sind die Familien von Falkenstein, Eppstein, von Elkershausen, von Günderrode, von Hattstein, von Hundheim, von Lersner, von Schönborn und von Limpurg als weltliche Grundherren anzutreffen. Möglicherweise wurde die Anlage im Dreißigjährigen Krieg ruinös oder baufällig. 1698 wurde sie an Johann Hieronymus von Glauburg aus einer alten Frankfurter Patrizierfamilie verkauft. Er ließ ab 1700 ein Herrenhaus errichten, in dem sich heute die private Anna-Schmidt-Schule befindet.

## Neuzeitliches Schloss
Im Jahr 1726 besaß die Familie Lersner 360 Morgen Land in Nieder-Erlenbach. Das schon Mitte des 17. Jahrhunderts als Sandhof bekannte Areal südlich der älteren Burganlage gelangte durch Tausch zwischen Gerhard Adam v. Staffel und Johann Philipp Steffan v. Cronstetten am 7. Oktober 1651 in den Besitz der Familie von Cronstetten. Euphrosyne Margaretha (1639–1707), die Tochter Johann Philipps von Cronstetten, heiratete 1668 den verwitweten Heinrich Ludwig Lersner (1629–1696), aus dessen Erbe der Großteil des Lersner’schen Grundbesitzes in Nieder-Erlenbach stammt. In den Jahren 1741 bis 1746 erweiterte Friedrich Maximilian von Lersner (1697–1753) durch Kauf und Tausch mit Einwohnern von Nieder-Erlenbach sowie mit Philipp Ferdinand v. Hundheim das Grundstück des Sandhofs. Heinrich Ludwig von Lersner ließ 1746 das heutige barocke Herrenhaus errichten. In der zweiten Hälfte des 18. Jahrhunderts war das Gelände in drei Abteilungen verpachtet, da keine ausreichenden Wirtschaftsgebäude zur Verfügung standen. Karl Ludwig von Lersner (1777–1847), der seit 1805 in Nieder-Erlenbach lebte, kaufte weitere Nachbargrundstücke hinzu. Dadurch wurde es möglich, die Hofreite (in Hessen eine landwirtschaftliche Gebäudegruppe in Form eines Dreiseithofs) zu vergrößern und das bis dahin verpachtete Gelände selbst zu bewirtschaften. 1840 oder 1845 wurden auf dem Gelände das Gut Charlottenhof mit Ställen um einen rechteckigen Hof sowie eine Mühle am Erlenbach errichtet. Wahrscheinlich erfolgte unter Karl Ludwig von Lersner auch die Umwandlung in einen Familienfideikommiss (Majorat). 1893 erfolgten Umbauten am Schloß. Ein Park hinter dem Schloß wurde von Heinrich Siesmayer als englischer Landschaftsgarten angelegt. Bis 1953 blieb das Hofgut im Besitz der Familie und wurde am 25. September 1953 an einen Landwirt verkauft. Eine fachgerechte Sanierung fand vor wenigen Jahren ihren Abschluss, heute befindet sich darin eine Wohnanlage.